# Villar Perosa (arma)
La Villar Perosa (denominazione ufficiale FIAT Mod. 1915) è un mitra progettato in Italia nel 1914 ed utilizzato nella prima guerra mondiale, fu continuamente rimaneggiata nel corso del conflitto e costituì l'arma principale degli Arditi.

## Storia

### La progettazione
Alcuni mesi prima dello scoppio delle ostilità contro l'Impero austro-ungarico, al CSI fu proposto il brevetto, datato 8 aprile 1914, di un'innovativa arma da fuoco automatica portatile camerata in cartucce da pistola, sviluppata dal colonnello Abiel Bethel Revelli di Beaumont.
Nell'agosto 1915 la Villar Perosa, nome derivato dall'omonima località torinese sede della ditta OVP (Officine Villar Perosa) costruttrice dei primi prototipi, fu sottoposta al vaglio della commissione esaminatrice del REI, ricevendo immediatamente parere favorevole per l'impiego operativo: ciò fu facilitato anche dall'influenza della FIAT nella persona dello stesso presidente, il sen. Giovanni Agnelli, che della OVP possedeva la maggiore quota di capitale azionario.
Dalle prove tecniche, svoltesi ad Udine, furono comprese le potenzialità della nuova arma. Il colonnello Conso, capo dell'Ufficio Tecnico del CSI, scrisse: "la mitragliatrice leggera Revelli avrebbe potuto rendere ottimi servizi sia come arma difensiva sia nelle azioni offensive, dove avrebbe rappresentato un notevole aumento dell'efficienza di fuoco sulle brevi distanze".
Questa affermazione, probabilmente troppo entusiastica per l'apparente versatilità e polivalenza d'uso dell'arma, nascondeva gli evidenti limiti di un'arma mai veramente efficace né nell'impiego difensivo, per il quale non era stata progettata (scarsa potenza del munizionamento, gravi problemi di raffreddamento, insufficiente capacità del caricatore), né, almeno nei primi anni, in quello offensivo (ergonomia primitiva della struttura ed eccessiva cadenza di fuoco).
Di conseguenza la Villar Perosa non poté mai essere veramente compresa appieno, come dimostrò la molteplicità degli ambiti operativi in cui dovette operare: per tutto il conflitto fu montata su aerei, motociclette, biciclette. Fu utilizzata dalla fanteria sia come arma d'assalto sia come mitragliatrice d'appoggio. Per quest'ultima specialità fu equipaggiata con un pesante scudo da 26 kg che secondo Conso avrebbe aumentato sia la fiducia nell'arma sia lo spirito offensivo (ma solo se si fosse rialzato lo scudo, aggiungendovi alle estremità sostegni da 10 cm ed incrementandone lo spessore per renderlo resistente a shrapnel e pallottole sparate da almeno 50 m). Fu poi realizzata un'opportuna tacca di mira posta al centro del lato superiore dello scudo, facilitando così il primo puntamento dell'arma, prima difficoltoso a causa della ridotta ampiezza della finestra di mira.

### L'avvio della produzione
Nell'agosto 1915, al termine del ciclo di valutazione, il Sottosegretariato delle Armi e Munizioni stipulò con la Società Metallurgica Bresciana (già impegnata nella produzione della Glisenti Mod. 1910 e della sua variante Brixia Mod. 1913) un contratto per la fornitura di 5 000 unità. La ditta si impegnò a consegnare un primo lotto di 2 480 armi, che furono prodotte in subappalto dalla stessa OVP ad un ritmo di circa 500 unità al mese; l'Ansaldo e le Acciaierie di Terni si occuparono invece della realizzazione delle scudature. Nel novembre 1915, dopo intense prove presso la Scuola di Applicazione di fanteria, fu ordinato l'allestimento di 1 600 armi per una prima distribuzione alla III Armata, con l'intenzione di assegnare a ciascuna compagnia di fanteria, Alpini, Bersaglieri e Guardia di Finanza, 4 armi con un seguito di 60 000 cartucce ciascuna. Se questa distribuzione si fosse completata, l'esercito italiano sarebbe stato equipaggiato con  8 412 mitra per un investimento complessivo, escluso il munizionamento, di circa 15 642 114 £.
Con la fornitura del primo lotto di Villar Perosa fu compreso immediatamente come tali volumi produttivi fossero, almeno per i primi anni, irrealizzabili. La OVP rese infatti noto che la iniziale commessa di 1 600 armi sarebbe stata completata solo a fine giugno 1916 con una produzione di regime, da quel momento in poi, dell'ordine di circa 400 unità al mese. Circa il munizionamento sorsero ulteriori problemi: la ditta incaricata, lo Stabilimento Pirotecnico di Bologna, fu la sola in grado di soddisfare il fabbisogno nell'ordine di 1 milione di cartucce al mese, mentre tutte le altre ditte interpellate risposero negativamente, oberate dalla produzione delle munizioni 10,35 × 47 mm R 70/87. Vi furono poi difficoltà nella realizzazione dei primi 250 scudi protettivi per i quali la consegna sarebbe avvenuta solo entro la fine di marzo 1916.
A questi problemi industriali si aggiungono le croniche difficoltà finanziarie in cui versava lo Stato Italiano, il che spinse il generale Dallolio a ridurre l'ordine iniziale di ben 4 volte arrivando all'allestimento di 2 480 armi e 35 000 colpi ciascuna, riuscendo così ad equipaggiare ogni compagnia di almeno una di queste armi.
Dopo Caporetto, lo sforzo bellico fu tale da far impennare la produzione della Villar Perosa grazie all'intervento diretto della FIAT e della Canadian General Electric Company Ltd. di Toronto. Alla conclusione delle ostilità fu raggiunta la cifra di 14.564 unità e circa 836 milioni di cartucce prodotte (oltre 57.000 colpi per pezzo), superando così le più ottimistiche previsioni iniziali.

### I prototipi degli ultimi mesi e il MAB
Nel dicembre 1916 il colonnello Revelli sviluppò, per conto del Servizio Aeronautico, due prototipi (a cui seguirono 500 esemplari) del moschetto automatico OVP ottenuto applicando sulla cassa di un moschetto una canna e relativa culatta della Villar Perosa. Nel settembre 1917 il colonnello Amerigo Cei Rigotti presentò all'ufficio tecnico del CSI una "proposta di applicazione della pistola mitragliera FIAT ad una canna alla cassa del moschetto mod. 91": l'arma, così elaborata, pesava 3 kg ed aveva una cadenza di fuoco di 300 colpi/min; manteneva inoltre la baionetta e la cinghia da trasporto del Carcano Mod. 91.
L'idea di separare le canne e montarle su un affusto da fucile ebbe successo: nel 1918 la Beretta, la quale concorreva già alla produzione delle canne della Villar Perosa, con il giovane ingegnere Tullio Marengoni, sviluppò il mitra Beretta MAB 18 (poi il Beretta MAB 18/30), montando il sistema canna-culatta della Villar Perosa sulla cassa del moschetto Carcano Mod. 91 e dotandolo di baionetta ad ago pieghevole. Successivamente, nel corso dello stesso anno, fu introdotto il caratteristico selettore di raffica che contraddistinse, da quel momento, tutta la produzione MAB.
Il MAB 18 fu distribuito in piccoli numeri sperimentali al corpo degli Arditi, ed ebbe il battesimo del fuoco nello stesso mese di marzo in cui l'MP 18 vide per la prima volta i campi di battaglia.
Gli stessi austriaci rimasero impressionati dalla nuova arma, tant'è che oltre ad utilizzare quelle di preda bellica ne costruirono anche una riproduzione, prodotta dalla Steyr, con la denominazione Sturmpistole M-18. Quest'arma era camerata per il 9 × 23 mm Steyr, ed era riconoscibile per i caricatori pressoché dritti, invece che curvi, ed i blocchi delle culatte prodotte in acciaio, invece che in bronzo.

## Descrizione
Ritenuta da molti uno dei primi mitra della storia, nonostante le sue caratteristiche rientrino in pieno nella definizione di «arma da fuoco portatile atta a sparare, in tiro automatico, munizioni da pistola», la sua struttura è relativamente distante dalla configurazione classica comunemente associata ad un'arma di tale categoria: per questo motivo ne rappresenta più correttamente l'archetipo.
Utilizzava un sistema di chiusura labile ritardata. Fu uno dei primi esempi d'utilizzo di questo principio replicato negli anni successivi in altre pistole mitragliatrici come la statunitense Thompson 1928 A1. Era lunga 533 mm e del peso, senza sostegno/scudo, di circa 6 kg.
Ciascuna delle due sezioni è indipendente ed è alimentata da un caricatore semilunare da 25 cartucce cal. 9 × 19 mm Glisenti, inserito sulla parte superiore e fissato per mezzo leve di bloccaggio ad “L”. Il caricatore, in lamiera stampata, presenta una fessura verticale sul lato posteriore, che permette all'operatore di verificare il numero di cartucce ancora disponibili. Oltre che con questa cartuccia, la Villar Perosa fu sperimentata anche dalla Royal Army britannica con il cal. .455 WA Mk 1.
Le due canne, lunghe 320 mm, realizzate in acciaio al nichel, presentano 6 principi di rigatura destrorsi e, secondo quanto riportato da manuali dell'epoca, sono in grado di sostenere serie di 700 colpi intervallate da pause di 10 min. Secondo altre fonti, l'arma si manteneva efficiente fino a circa 25 000 colpi complessivi. Le due canne sono mantenute parallele dal cosiddetto disco porta regolatore di mira, una grossa piastra circolare in acciaio indurito dotata di due fori passanti, attraverso cui sono infilate le canne, e di un terzo foro per il puntamento dell'arma: su quest'ultimo si affaccia, libero di ruotare attorno ad un perno, il regolatore di mira,  facente le veci dell'alzo e su quale sono ricavate 5 tacche numerate corrispondenti ad altrettante distanze di tiro da 100 m a 500 m.
Le due culatte, in ottone e di forma cilindrica, risultano essere strutturalmente molto semplici: ciascuna presenta due finestre, una superiore per l'innesto del caricatore ed una inferiore per l'espulsione dei bossoli; sul fianco destro è presente una terza finestra entro cui scorre il manubrio dell'otturatore. Allo sparo del colpo, l'otturatore retrocede incontrando un piano inclinato che unitamente all'inerzia propria dello stesso induce un ritardo di apertura. Nella fase di ritorno in avanti, l'otturatore ruota leggermente sulla destra per il caricamento della cartuccia ed il suo sparo. Poiché otturatore e percussore sono leggeri, con un peso complessivo circa 280 g, dotati di una forte molla ed hanno una corsa di poco più di 3 cm, la cadenza di fuoco è altissima a circa 3 000 colpi/min (50 colpi/s). Anche utilizzando una sola canna per volta, il volume di fuoco risultava comunque eccessivo (1 500 colpi/min) e non consentiva al mitragliere di dosare la raffica. Solamente alcune modifiche eseguite negli ultimi anni di guerra risolsero parzialmente il problema.
L'impugnatura a manopola, tipica da mitragliatrice, è realizzata in bronzo con manubri agli inizi in ebanite e successivamente in legno: essa riunisce le due culatte, i due relativi pulsanti di sparo e l'organo di mira anteriore. Al centro è infine imperniata una leva di sicurezza con le due posizioni: “S”, sicura inserita, “F” arma pronta al fuoco.

## Impiego operativo

### I primi anni
Come conseguenza dei ritardi di produzione le prime 350 armi, ultimate per la fine del 1915, furono consegnate all'aviazione militare con la quale ricevettero il battesimo del fuoco come mitragliatrici di bordo di caccia, bombardieri e dirigibili italiani. Questa versione, semplificata, fu dotata di un unico mirino circolare di tipo aeronautico, di uno speciale supporto snodabile per l'alzo ed il brandeggio, di una sacca raccogli-bossoli e di caricatori da 50 colpi. Nel 1917 furono sperimentati anche caricatori di maggiore capacità (75 e 100 cartucce), mentre dal 1916 le Villar Perosa avio furono armate con cartucce appositamente selezionate per impiego aviatorio. In ogni caso, date le scarse prestazioni balistiche del proiettile cal. 9 mm, le armi di bordo furono progressivamente sostituite con mitragliatrici cal. 6,5mm, quali la FIAT Mod. 1914 avio e la SIA Mod. 1918.
Il 10 marzo 1916 furono definite la struttura e le modalità di impiego delle sezioni mitra Villar Perosa: ogni sezione, equipaggiata con due armi e con a capo un ufficiale subalterno, era composta da 27 soldati così suddivisi:
- 1 sottufficiale o caporale maggiore che gestiva lo scaglione munizioni;
- 2 caporali maggiore o caporali;
- 24 soldati semplici.

Ogni arma, per essere resa operativa, richiedeva 1 servente, 1 porta-scudo, entrambi armati con pistola e baionetta, e 4 porta caricatori armati di moschetto Carcano Mod. 91.
Così, a partire dal mese di aprile 1916, iniziò la distribuzione dell'arma alla fanteria: il primo lotto di 250 unità si ripartì nelle 60 sezioni destinate ai battaglioni Alpini della I Armata e nelle rimanenti 65 della III Armata. Con l'estate si dotarono di Villar Perosa anche i battaglioni della IV Armata e della zona Carnia. Per la fine del 1916 furono distribuite complessivamente 946 Villar Perosa raggiungendo le 1 200 unità (600 sezioni) nel maggio dell'anno successivo, diventando finalmente parte integrante dei battaglioni di fanteria.

### Le evoluzioni tecniche e l'utilizzo da parte degliArditi
Fino al 1916 la Villar Perosa non subì mai una vera evoluzione né nelle procedure d'impiego, prevalentemente statiche e che sostanzialmente non si discostavano da quelle delle altre mitragliatrici, né nella struttura propria dell'arma che continuò ad essere appesantita dall'ingombrante scudo previsto sin dall'inizio. il mitra come dichiarava lo stesso generale Luigi Capello, risultava essere inoltre di difficile utilizzo da parte delle truppe scarsamente addestrate all'utilizzo di queste armi.
La svolta ebbe luogo l'8 novembre 1916, quando il capitano Bassi costituì la cellula originaria dei reparti d’assalto italiani, e decise di sfruttare la potenza di fuoco della nuova arma, definendo l'ordinamento per l'impiego offensivo delle sezioni Villar Perosa: secondo il pensiero del capitano, la prima ondata di 20-30 Arditi, armati con moschetto, pugnale e bombe a mano sarebbe stata accompagnata, durante l'assalto, dal violento fuoco di una sezione di mitra Villar Perosa: questa assumeva per la prima volta un ruolo di "spazza-trincee", e la sola presenza nel campo di battaglia poteva avere sul nemico un forte impatto psicologico.
La Villar Perosa, nella formula fino ad allora adottata, non si prestava bene a questo ruolo, pertanto furono adottate modifiche, quali l'eliminazione del pesante scudo e l'adozione di un bipede del peso di 1,6 kg; fu poi semplificato il sistema di caricamento tramite delle guide per agevolare la sostituzione dei caricatori in condizioni di scarsa visibilità (ad esempio in combattimento notturno) ed aggiunta una cinghia di cuoio collegata alle impugnature  che veniva fatta passare attorno al collo dell'assaltatore. In seguito, nel settembre 1917, lo stesso Bassi propose, in sostituzione del bipede, un sostegno tubolare ad “S”, estremamente leggero, su cui si poteva innestare a snodo il mitra, permettendo il fuoco sia a terra che in marcia ed eliminando il problema della compressione dell'arma sul petto del tiratore.
Dopo i primi mesi d'utilizzo, Bassi raddoppiò il numero di armi per ciascuna sezione mitra integrata alle compagnie d'Assalto, aumentando la dotazione da 8 a 16 armi, eliminando gli zainetti portamunizioni e sostituendoli con porta caricatori a tracolla dedicati, ciascuno dei quali dotato di 3 tasche e della capacità complessiva di 6 caricatori.

### Gli ultimi anni di guerra
Per limitare il consumo di munizioni, nel luglio 1917, la OVP elaborò una Villar Perosa modificata per sparare raffiche di pochi colpi; nell'ottobre 1917, invece, fu sviluppato un rallentatore pneumatico Pavesi che consentiva tre possibili ratei di fuoco: 1 500 colpi/min, 500 colpi/min e 300 colpi/min.
L'ergonomia fu un aspetto sempre problematico e furono compiuti alcuni tentativi per migliorarla; ad esempio il calcio in legno elaborato, nella prima metà del 1918, dalla Scuola Mitraglieri di Brescia, che rese l'arma più simile alla configurazione tradizionale di un mitra: la Villar Perosa così modificata fu distribuita, nel maggio 1918, alla 4ª e alla 5ª brigata Bersaglieri, mentre non vi sono informazioni in merito ad un suo uso negli Arditi.

## Curiosità
- Dovrebbe essere presente nel film Indiana Jones e l'ultima crociata, montata sull'aereo sganciato dal dirigibile. In realtà si tratta di due Beretta MAB 38/42 binate e montate al  contrario[7].
- Ebbe un gran numero di nomignoli: bicanne, FIAT tipo piccolo da trincea, pernacchia[8], piccola mitragliatrice, FIAT-Revelli.
- Nel videogioco Battlefield 1 è una delle armi di Elite del "Kit Sentinella".
- Nel videogioco Isonzo è una delle armi del ruolo "assaltatore" della fazione Regno d'Italia.